# Wild Wings
Wild Wings est un moyen métrage britannique réalisé par Patrick Carey et John Taylor, produit par Edgar Anstey et sorti en 1966.
Il a remporté l'Oscar du meilleur court métrage en prises de vues réelles en 1967. Il est considéré comme faisant partie des meilleurs documentaires britanniques.

## Synopsis
Exploration d'une zone sauvage dans le Gloucestershire, en Angleterre, qui possède une des plus grandes collections d'oiseaux sauvages vivant dans le monde.

## Fiche technique
- Réalisation : Patrick Carey et John Taylor
- Producteur : Edgar Anstey
- Lieu de tournage : Gloucestershire, Angleterre
- Image : Patrick Carey
- Musique : Edward Williams
- Montage : John Legard
- Durée : 34 minutes

## Distribution
- Peter Scott : narrateur

## Nominations et récompenses
- 1967 : Oscar du meilleur court métrage en prises de vues réelles lors de la 39e cérémonie des Oscars[3].